# Concord Rangers FC
Concord Rangers FC is een Engelse voetbalclub uit Canvey Island, Essex.
De club werd vernoemd naar het Concord strand op het eiland Canvey waar het eerste veld dichtbij gelegen was. Dit leverde het team direct de bijnaam 'Beach Boys' op. Concord Rangers speelde lang op lager regionaal niveau en kwam in 1988 in de Essex Intermediate League Division Two. In 1991 promoveerde de club naar de Essex Senior League. Daar won Concord Rangers viermaal de titel en wist in 2008 te promoveren naar de Isthmian League. In 2013 promoveerde de club voor het eerst naar de Conference South. Op 3 mei 2021 verloor Concord Rangers op Wembley de vanwege de Coronapandemie uitgestelde finale om de FA Trophy 2019/20 met 1-0 van Harrogate Town AFC. In 2023 degradeerde de club naar de IFL Premier Division.